# Liščí ostrovy
Liščí ostrovy (anglicky Fox Islands, rusky Лисьи острова) je skupina ostrovů ve východní části Aleutských ostrovů, administrativně jsou součástí amerického státu Aljaška.

## Geografie
Liščí ostrovy jsou nejbližšími ostrovy z Aleutského souostroví k americkému kontinentu a nachází se bezprostředně na východ od Ostrovů čtyř hor. Prakticky celoroční mlha, neustálé špatné počasí a četné útesy znesnadňují navigaci u ostrovů. Největšími Liščími ostrovy jsou od západu na východ tyto ostrovy: Umnak, Unalaska, Amaknak, Akutan, Akun, Unimak a Sanak.

## Historie
Do příchodu prvních Evropanů byly ostrovy obývány po staletí Aleuty. Ostrovy poprvé navštívil dánský navigátor v ruských službách Vitus Bering v roce 1741 během své Velké severní expedice. Vitus Bering umíral, proto s ním námořníci spěchali na Kamčatku a u nově objevených ostrovů nevystoupili na břeh a ani nezakotvili. V letech 1759–1762 objevil ruský navigátor Stěpan Gavrilovič Glotov ostrov Umnak a také většinu dalších ostrovů ze skupiny Liščích ostrovů. Glotov vytvořil první podrobnou mapu Liščích ostrovů. Rusové se na domorodcích snažili tvrdě vymáhat jasak, až v letech 1763–1765 došlo k aleutskému povstání, při němž Aleuti vyvraždili téměř celé čtyři posádky lodí. Rusové pod vedením Stěpana Glotova podnikli protiútok, který skončil vyvražděním 3 až 5 tisíc Aleutů, včetně žen a dětí.
V roce 1772 byla na Unalasce založena první ruská obchodní osada. Během své třetí objevitelské cesty doplul k Liščím ostrovů v roce 1778 i James Cook, na Unalasce se setkal s ruským navigátorem Gerasimem Izmajlovem a vyměnili si mapy svých objevů. V roce 1794 začala Liščí ostrovy spravovat Rusko-americká společnost. V roce 1818 navštívil ostrovy ruský vládní auditor, kapitán Golovnin, aby zkontroloval kvalitu řízení ostrova. Vypracoval studii o prosperujících ostrovech a zmínil, že domorodí Aleuté se stali závislými na spolupráci s Rusy, bez nich by už nedovedli sami žít. Na základě této studie se od 20. let 19. století začalo řešit zlepšování životní situace domorodců. Zakládaly se první ruské školy a nemocnice pro Aleuty, z pevniny přicházely potravinové zásoby. V roce 1824 zahájila ruská pravoslavná církev misijní činnost na ostrovech. Na ostrově Unalaska byl postaven první kostel a Aleuťaně byli ve velkém počtu křtěni.
V roce 1867 Rusko prodalo Aljašku včetně Aleutských ostrovů Spojeným státům americkým. Tím skončila ruská přítomnost na Liščích ostrovech.

## Ve fikci
Liščí ostrovy jsou zmíněny ve videohře Metal Gear Solid, kdy se na fiktivním Shadow Moses Island v tomto souostroví nachází tajné jaderné zařízení.

## Galerie

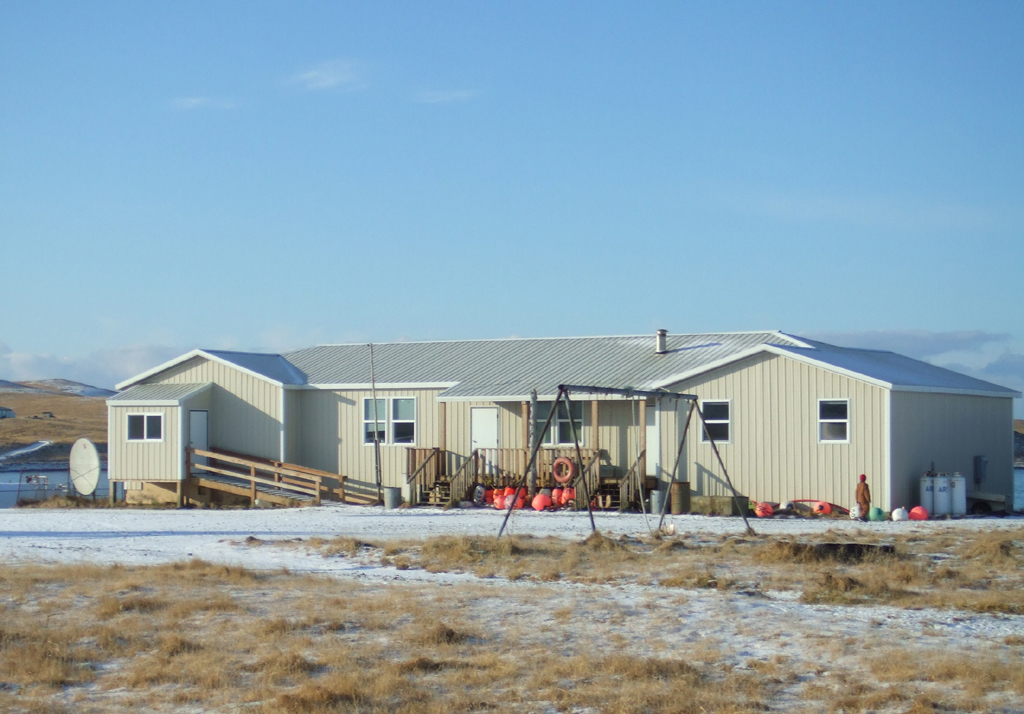
Aleutská základní škola na ostrove Umnak (rok 2006)
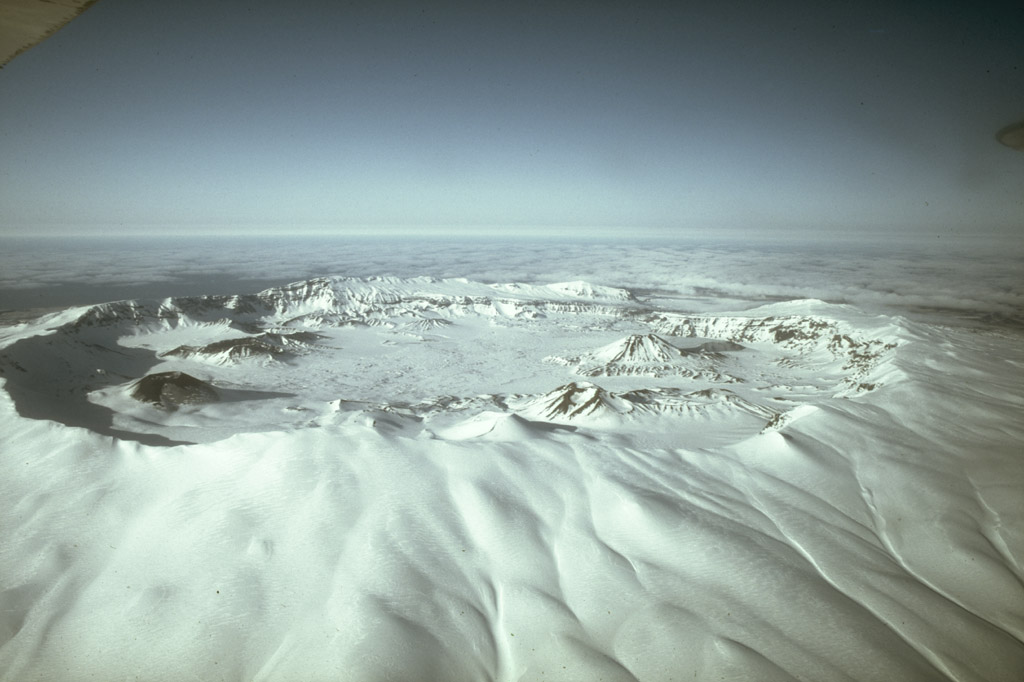
Kaldera Okmoku na Umnaku (rok 2005)
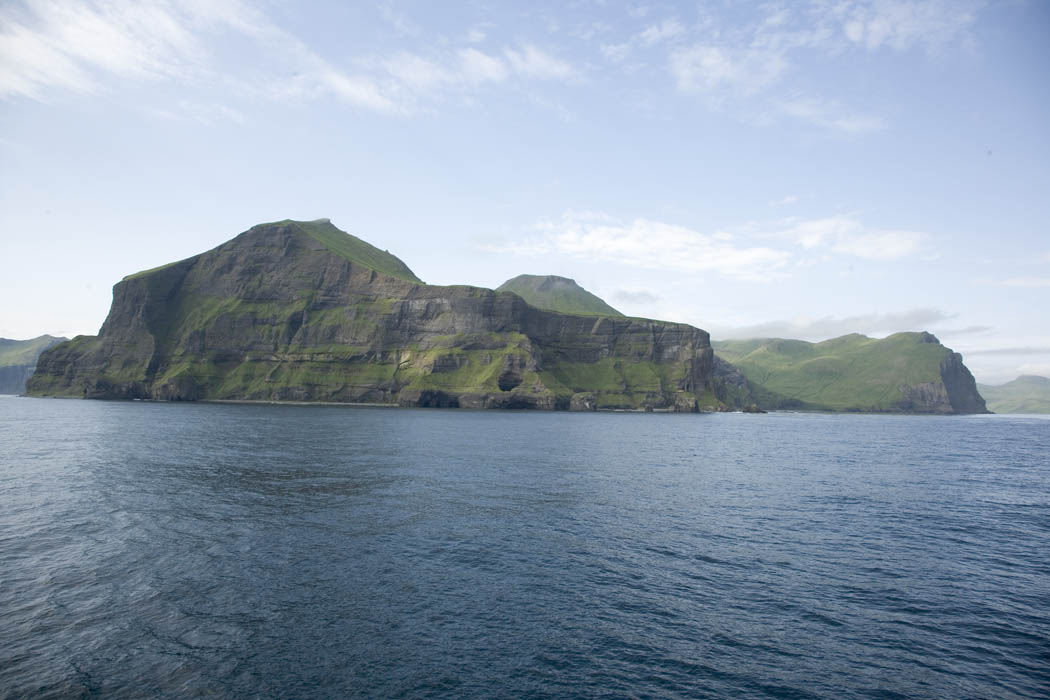
Ostrov Akutan (rok 2008)
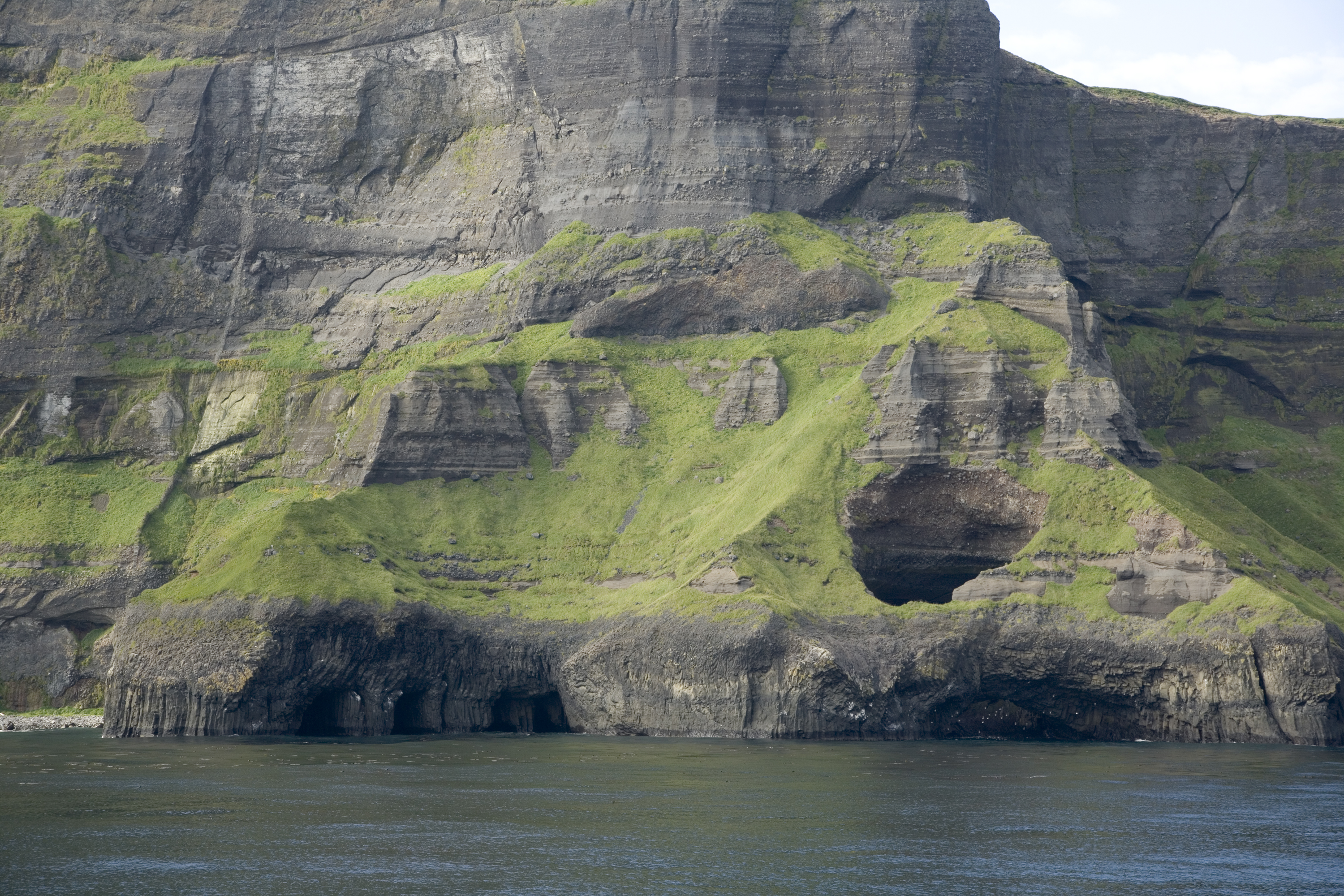
Útesy na ostrově Akutan (rok 2009)
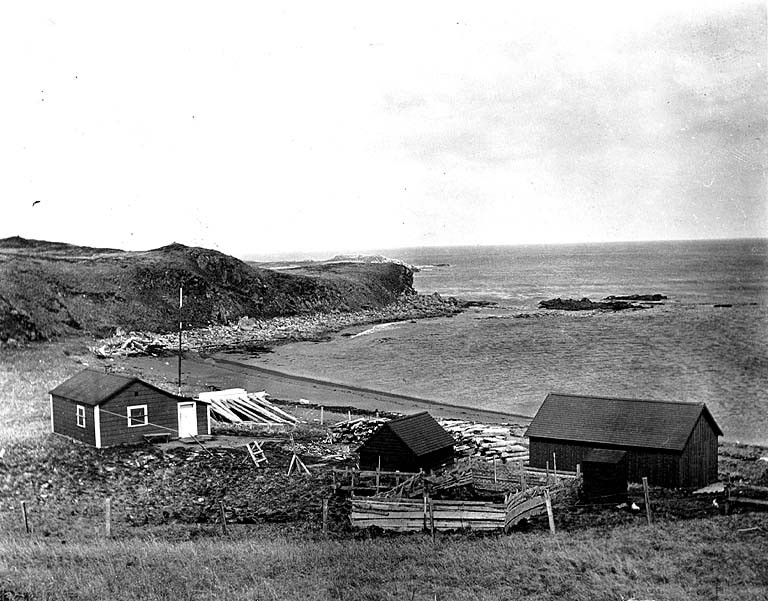
Rybářské domy na ostrově Sanak (cca 1920-1930)
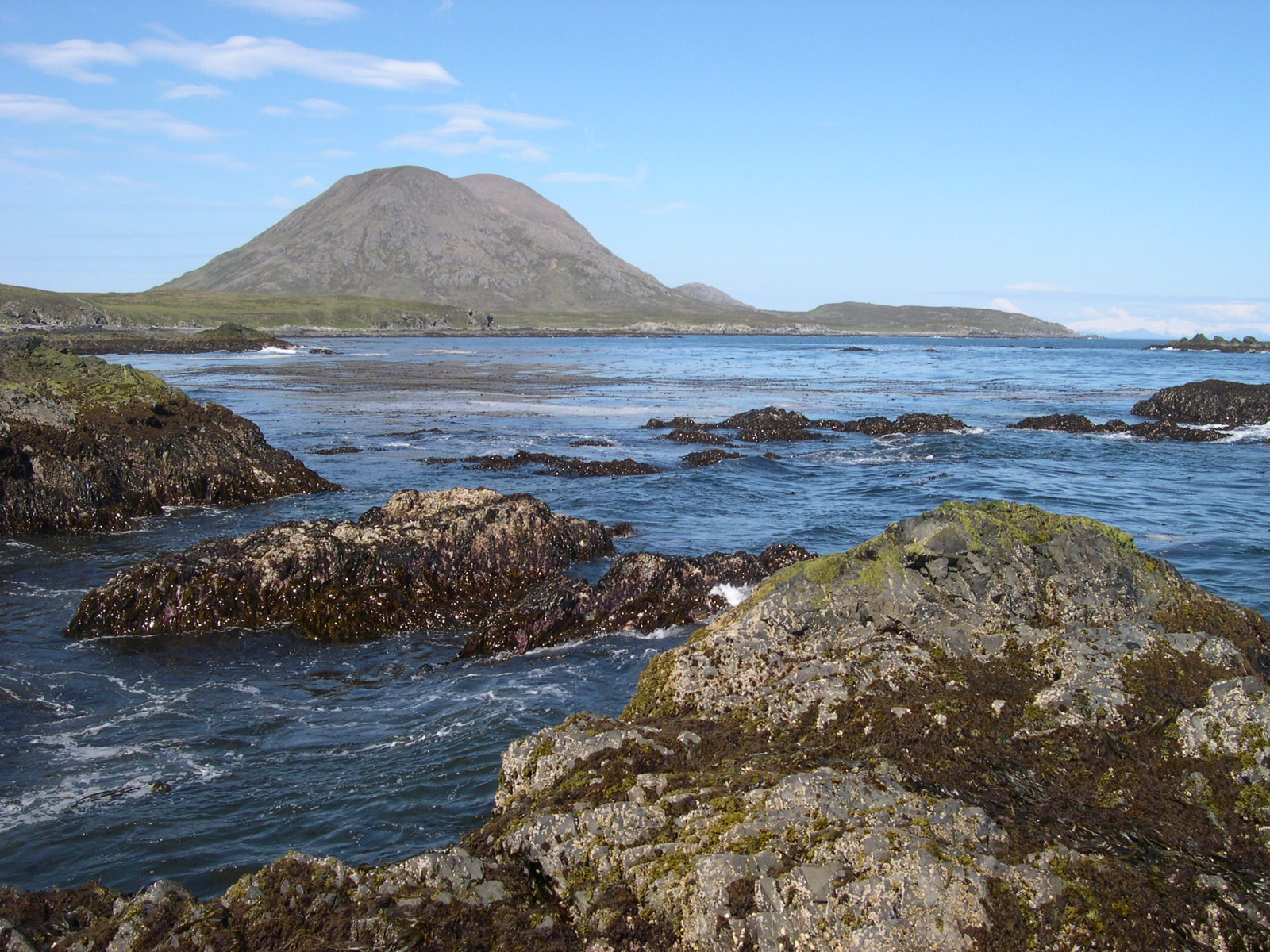
Ostrov Sanak (rok 2004)
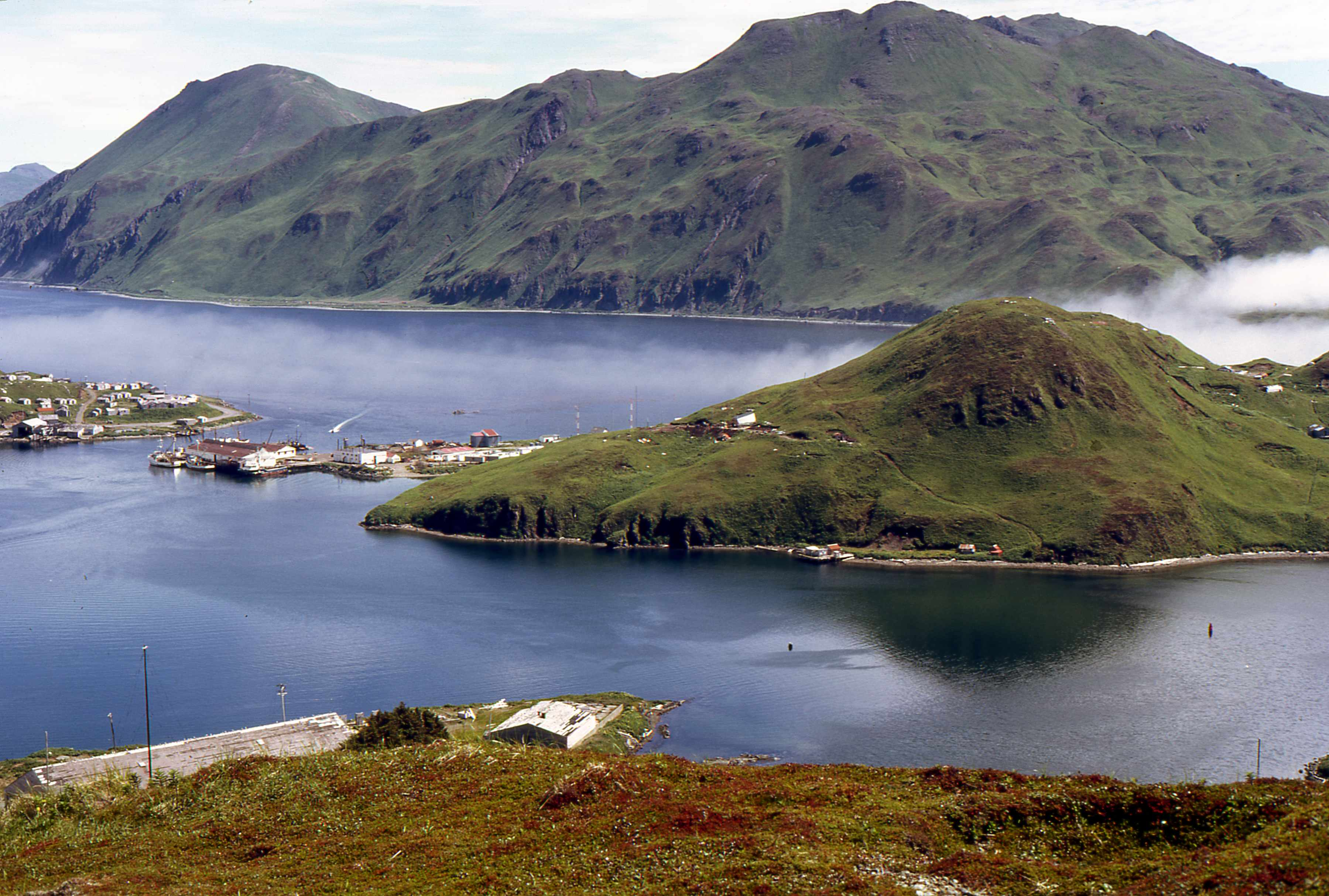
Unalaska 1972
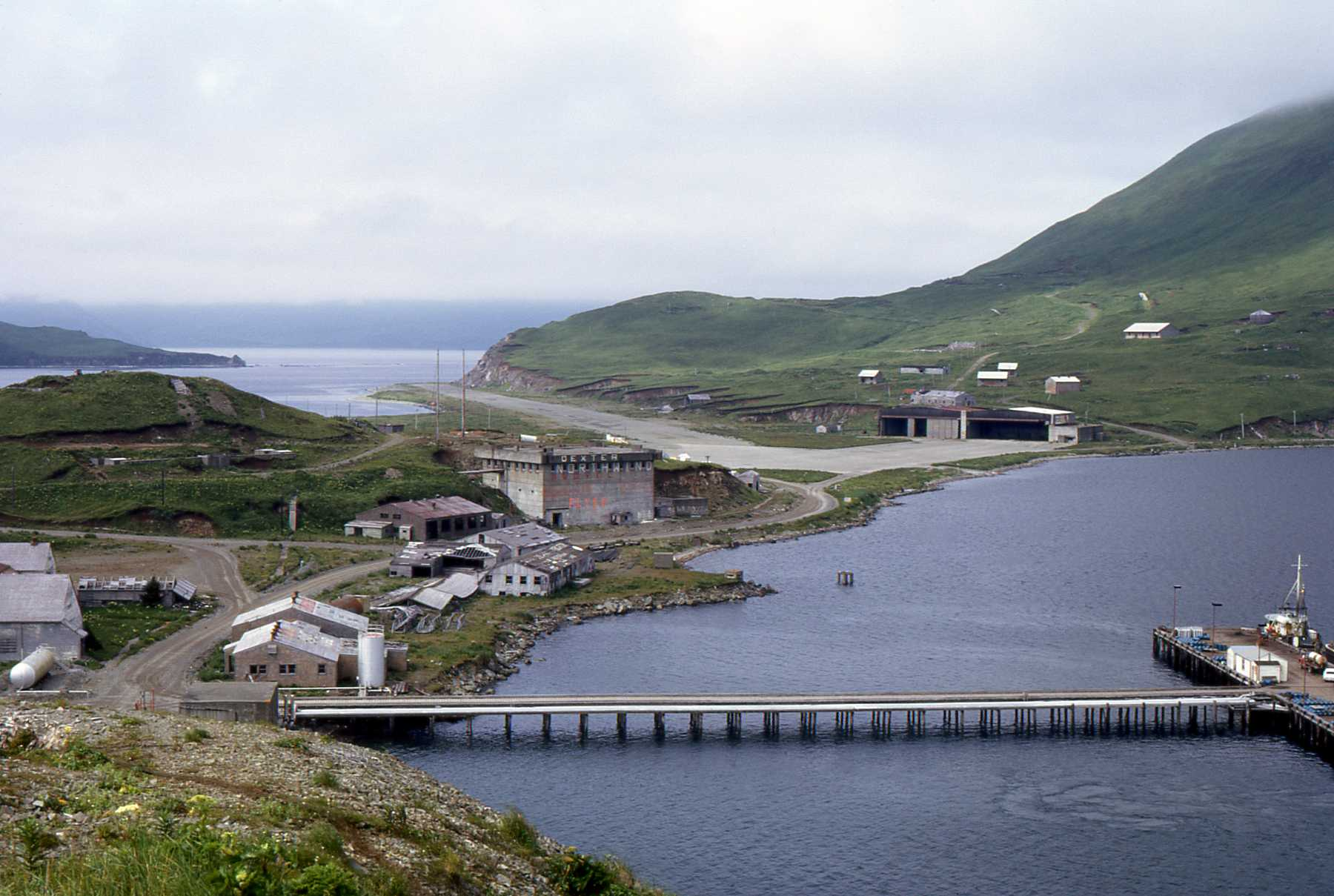
Dutch Harbor v Unalasce (rok 1972)